# Riojaforum
Il Palazzo dei Congressi della Rioja, più conosciuto come Riojaforum, è un edificio situato nella zona nord orientale di Logroño, nell'enclave del Parque de la Ribera, a poca distanza dal fiume Ebro. È stato inaugurato nel 2004.

## Il progetto

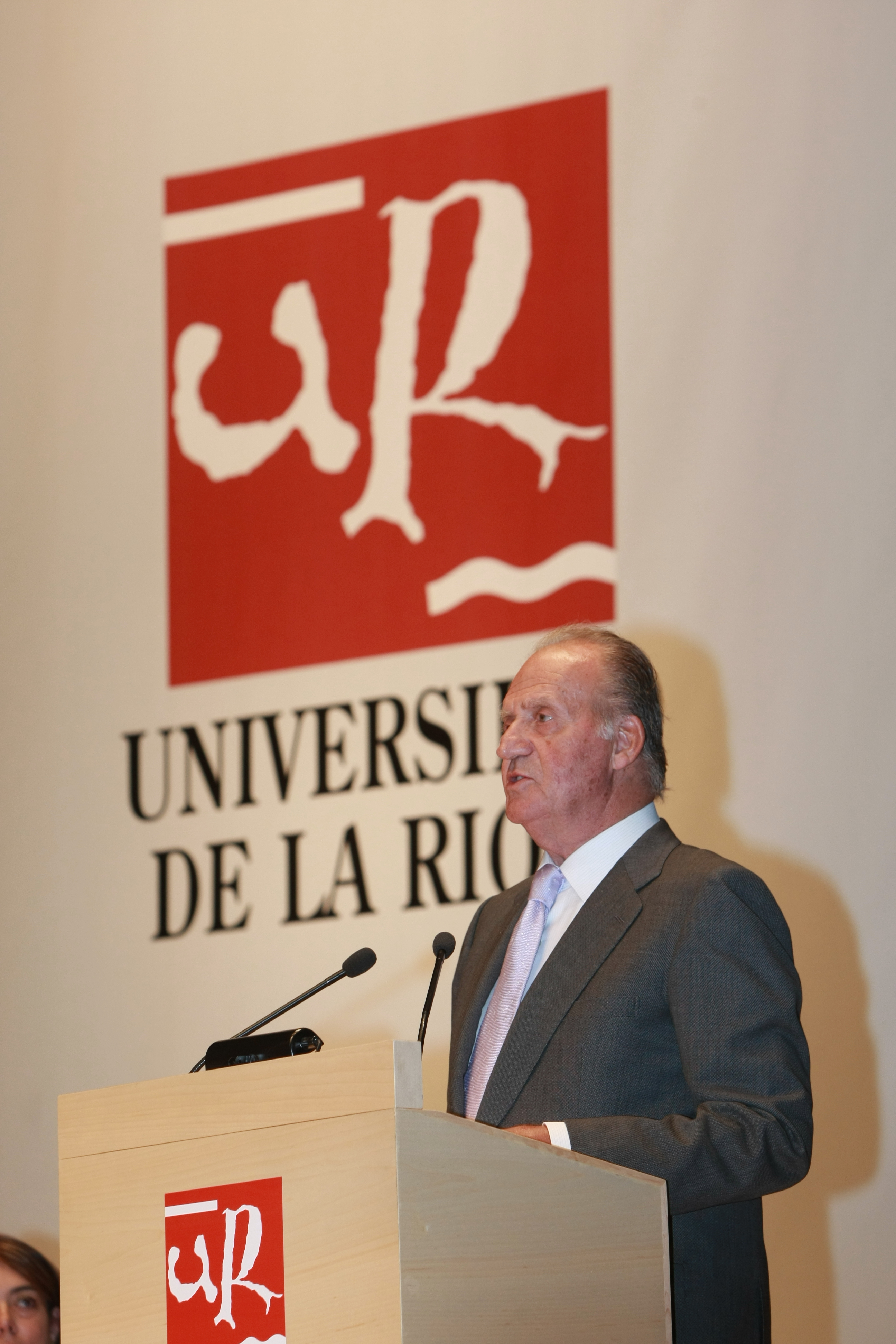
Il re Juan Carlos I all'inaugurazione del corso universitario spagnolo 2008-2009.

La proposta di costruire un palazzo per congressi e esposizioni nella Rioja fu lanciata nell'anno 2000, e il risultato del concorso venne reso noto nel mese di ottobre di quello stesso anno. I lavori iniziarono nel maggio di 2002 e furono diretti dagli architetti José Manuel Barrio & Alberto Sainz, vincitori del concorso. La costruzione ebbe luogo nella parte settentrionale della città, in una zona lungo le rive del fiume Ebro fino ad allora coltivata ad orti.
Il palazzo venne inaugurato informalmente con le celebrazioni del IV Forum Mondiale del Vino, nel maggio del 2004, e successivamente in forma ufficiale il 29 di giugno dal Re di Spagna, Juan Carlos I, in presenza del Presidente della Comunità Autonoma della Rioja Pedro Sanz Alonso.

## L'edificio

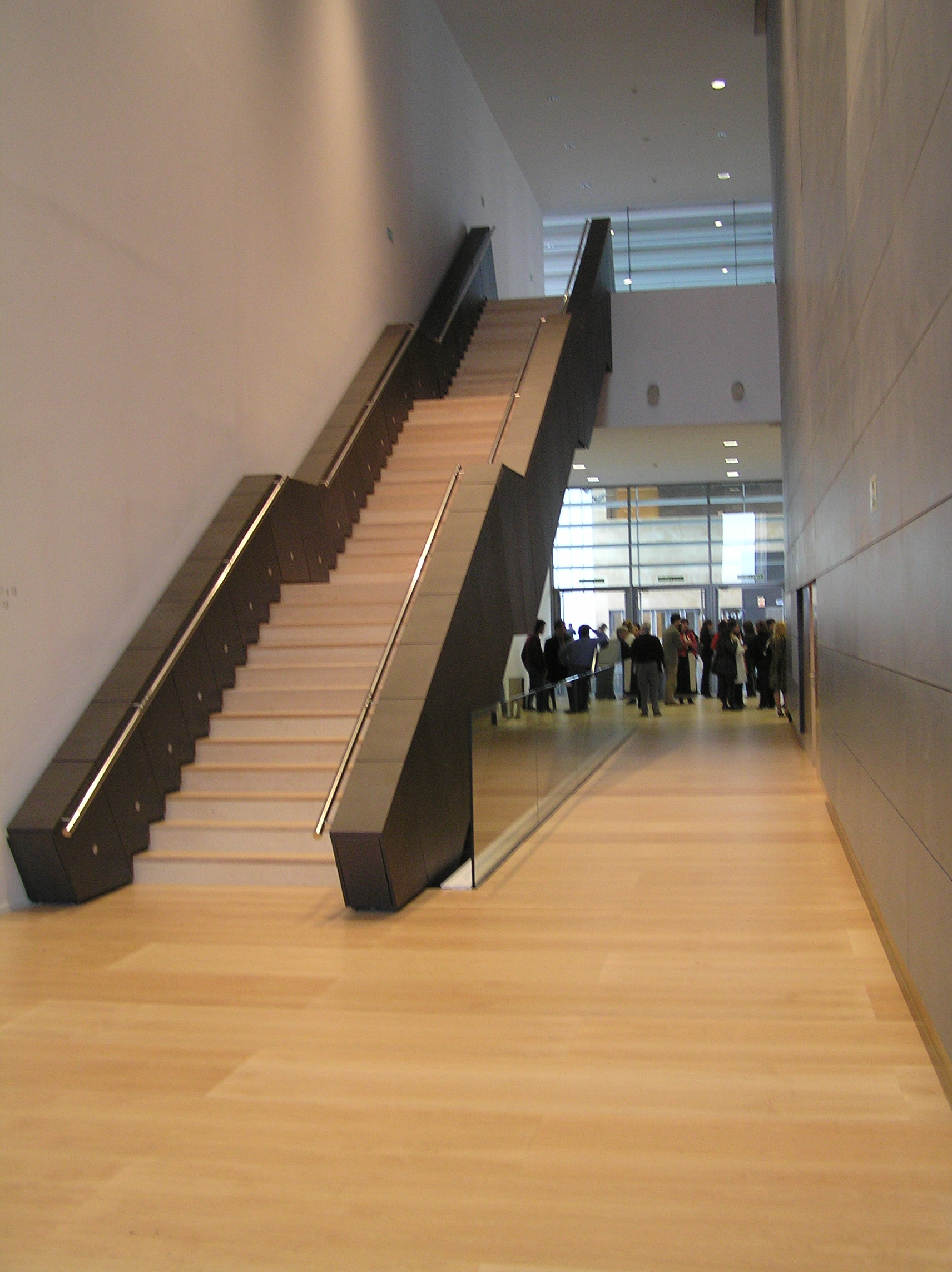
Interno del Riojaforum

### Auditorium
È lo spazio principale del complesso. Ha una capienza di 1 223 spettatori e dispone di platea, palcoscenico, golfo mistico, quadratura nera e graticcio. Vi si svolgono abitualmente convention aziendali, congressi, rappresentazioni di teatro d'opera e altri tipi di spettacolo.

### Sala per la musica
È una sala secondaria che può ospitare 418 persone. Dispone di una platea e di un palcoscenico con quadratura nera e graticcio. Ospita convention e congressi di piccole dimensioni, oltre a spettacoli musicali di importanza minore.

### Area esposizioni
Il palazzo dei congressi dispone di un'area di oltre 5200 m² predisposta per ospitare esposizioni.

### Sala per banchetti
Può accogliere fino a 1 200 persone, è divisa in 5 sale che accolgono tra 60 e 400 commensali ciascuna.

## Eventi
Nel corso dell'anno vi si tengono numerosissimi eventi, spettacoli musicali e teatrali.